# Chronoperates paradoxus
Chronoperates paradoxus és una espècie extinta de mamífer simetrodont que visqué a Nord-amèrica durant el Paleocè, fa entre 56,8 i 61,7 milions d'anys. Se n'han trobat restes fòssils a la formació del Paskapoo, a la província canadenca d'Alberta. Es tracta de l'única espècie del gènere Chronoperates i de la família dels cronoperàtids (Chronoperatidae). En un primer moment fou descrit com un cinodont no mamiferoide, fet sorprenent, atès que el cinodont no mamiferoide més recent descobert fins aleshores era 100 milions d'anys més antic. Tanmateix, avui en dia és considerat un simetrodont. El nom genèric Chronoperates significa ‘viatger del temps’, mentre que el nom específic paradoxus significa ‘paradoxal’.